# Karen King-Aribisala
Karen Ann King-Aribisala est une romancière et auteure de nouvelles nigériane, née au Guyana. Son recueil de nouvelles Our Wife and Other Stories a remporté le prix de la fondation du Commonwealth récompensant le meilleur premier livre d'un auteur africain en 1991, et son roman The Hangman's Game, le prix de la fondation du Commonwelath récompensant le meilleur livre d'un auteur africain en 2008. Elle enseigne la langue et la littérature anglaises à l'université de Lagos.

## Œuvres
- Our Wife and Other Stories, Malthouse Press, 1990,  (ISBN 978-978-2601-59-9), et Laurier Books, Ottawa, 2004,  (ISBN 978-1-55394-010-4)
- Kicking Tongues, Heinemann, 1998,  (ISBN 978-0-435-91200-0)
- The Hangman's Game, Peepal Tree, 2007,  (ISBN 978-1-84523-046-3)